# Température de Curie
| Matériau        | {\displaystyle T_{\text{C}}} (K) |
| --------------- | -------------------------------- |
| Co              | 1 388                            |
| Fe              | 1 043                            |
| Fe2B            | 1 015                            |
| SmCo5           | 995                              |
| Fe3O4           | 858                              |
| NiFe2O4         | 858                              |
| CuFe2O4         | 728                              |
| MgFe2O4         | 713                              |
| MnBi            | 630                              |
| Cu2MnAl         | 630                              |
| Ni              | 627                              |
| MnSb            | 587                              |
| Nd2Fe14B        | 585                              |
| MnB             | 578                              |
| MnFe2O4         | 573                              |
| Y3Fe5O12        | 560                              |
| Cu2MnIn         | 500                              |
| CrO2            | 386                              |
| MnAs            | 318                              |
| Gd              | 292                              |
| Au2MnAl         | 200                              |
| Dy              | 88                               |
| EuO             | 69                               |
| CrI3 monocouche | 45                               |
| CrBr3           | 37                               |
| EuS             | 16,5                             |
| GdCl3           | 2,2                              |

La température de Curie (ou point de Curie) d'un matériau ferromagnétique ou ferrimagnétique  est la température {\displaystyle T_{\text{C}}} à laquelle le matériau perd son aimantation permanente. Le matériau devient alors paramagnétique. Ce phénomène a été découvert par le physicien français Pierre Curie en 1895.
L’aimantation permanente est causée par l’alignement des moments magnétiques des atomes. La susceptibilité magnétique au-dessus de la température de Curie peut alors être calculée à partir de la loi de Curie-Weiss, qui dérive de la loi de Curie.
Par analogie, on parle également de température de Curie pour un matériau ferroélectrique. Elle désigne alors la température à laquelle le matériau perd sa polarisation permanente. Cette température est habituellement marquée par un maximum de la constante diélectrique.

## Transitions de phases
De par leurs propres moments magnétiques orbital et de spin, les électrons, tout comme le noyau de l’atome, contribuent au moment magnétique total d'un atome. Le moment magnétique {\displaystyle \mu _{n}} du noyau est toutefois négligeable par rapport à la contribution électronique, avec {\displaystyle \mu _{n}\ll \mu _{r}} (avec {\displaystyle \mu _{n}} ~ 5 × 10−27 A m2 et {\displaystyle \mu _{r}} de l'ordre de grandeur du magnéton de Bohr, soit ~ 10−23 A m2). Dans les matériaux ferromagnétiques, paramagnétiques, ferrimagnétiques et antiferromagnétiques, les moments magnétiques s'ordonnent, dû à la présence de l'interaction d'échange. L'agitation thermique entraine une hausse d’énergie pour les électrons, causant un désordre par mouvement brownien et la disparition de l'ordre magnétique.
Les matériaux ferromagnétiques, paramagnétiques, ferrimagnétiques et antiferromagnétiques ont des moments magnétiques intrinsèques différents. C'est à une température de Curie spécifique qu’un matériau change de propriétés magnétiques. Par exemple, la transition de l’état antiferromagnétique à l’état paramagnétique (ou vice versa) se produit à la température de Néel {\displaystyle T_{\text{N}}} qui est analogue à la température de Curie.
Liste des différentes transitions de phases possibles : 
| En dessous de {\displaystyle T_{\text{C}}} |   | Au-dessus de {\displaystyle T_{\text{C}}} |
| ------------------------------------------ | - | ----------------------------------------- |
| Ferromagnétique                            | ↔ | Paramagnétique                            |
| Ferrimagnétique                            | ↔ | Paramagnétique                            |
| En dessous de {\displaystyle T_{\text{N}}} |   | Au-dessus de {\displaystyle T_{\text{N}}} |
| Antiferromagnétique                        | ↔ | Paramagnétique                            |

Orientation des moments magnétiques dans les matériaux.
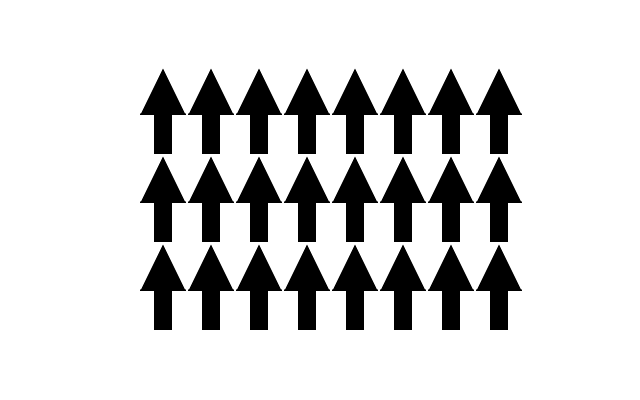
Ferromagnétisme Les moments magnétiques dans un matériau ferromagnétique sont ordonnés et de même ordre de grandeur en l’absence d’un champ magnétique extérieur.
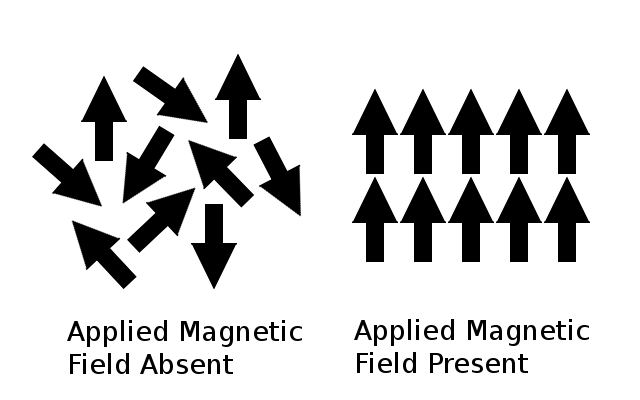
Paramagnétisme Les moments magnétiques dans un matériau paramagnétique sont désordonnés en l’absence d’un champ magnétique externe, et ordonnés en présence d’un champ magnétique extérieur.
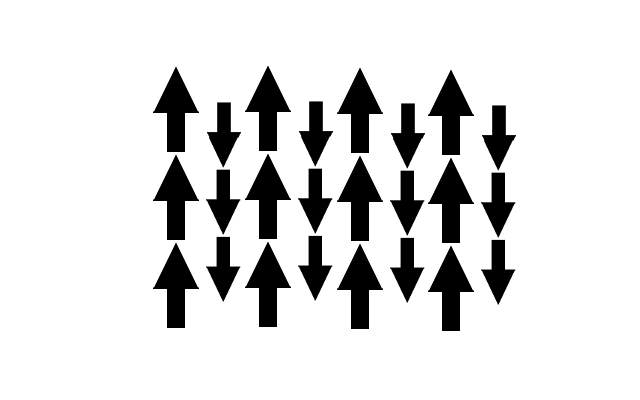
Ferrimagnétisme Les moments magnétiques dans un matériau ferrimagnétique sont alignés de manière opposée avec des ordres de grandeurs différents dus à leur constitution  en l’absence d’un champ magnétique extérieur.
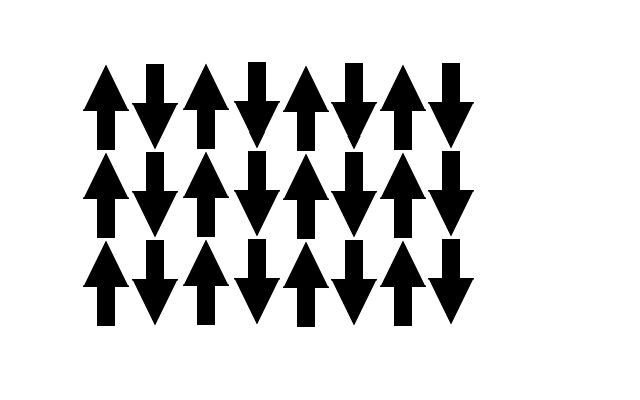
Antiferromagnétisme En l’absence d’un champ magnétique extérieur, les moments magnétiques dans un matériau antiferromagnétique sont alignés et opposés avec les mêmes normes.

Le point de Curie caractérise donc la transition de phase entre deux états magnétiques :
- au-dessous de {\displaystyle T_{\text{C}}} le matériau peut donc posséder une aimantation permanente ; cet état se caractérise par une interaction des moments magnétiques leur permettant de garder une même orientation à grande échelle ;
- au-dessus de {\displaystyle T_{\text{C}}} le matériau est paramagnétique et ne peut donc posséder qu'une aimantation temporaire, générée par un champ magnétique extérieur ; cet état se caractérise par un désordre d'orientation en l'absence de champ extérieur, dû à l'agitation thermique.

La transition entre les deux états est réversible.

## Changer la température de Curie

### Matériaux composites
Un matériau composite est composé de plusieurs matériaux avec différentes propriétés, ce qui peut changer la température de Curie. L’alignement des moments magnétiques dans un matériau composite affecte la température de Curie. Si ces moments sont parallèles entre eux, la température de Curie augmente. Au contraire s’ils sont perpendiculaires entre eux, elle diminue, car la destruction de l’alignement demandera plus ou moins d’énergie thermique. La fabrication d’un matériau composite à travers différentes températures peut amener à différentes compositions qui ont des températures de Curie différentes. Le dopage peut également la modifier.
La densité d’un matériau nanocomposite change la température de Curie. Les nanocomposites sont des structures compactes à l’échelle nanométrique. Ces structures peuvent avoir des températures de Curie différentes, mais le matériau en lui-même n’en possède qu’une, intermédiaire à celle de toutes les structures présentes en son sein. Une plus grande densité de structures à température de Curie basse donne lieu à une température de Curie plus basse et inversement avec une plus grande densité de structures à température de Curie haute. Au-delà d’une dimension, la température de Curie augmente car les moments magnétiques ont besoin de plus d’énergie thermique pour compenser l'énergie de la structure ordonnée.

### Taille des particules
La température de Curie change avec la taille des particules d’un matériau. En effet, la petite taille des nanoparticules rend plus importante la fluctuation des spins électroniques. La température de Curie chute donc brutalement quand la taille des particules diminue car la fluctuation cause du désordre au sein de la structure du matériau. La taille des particules affecte également l’anisotropie du matériau, ce qui affecte l'alignement des moments magnétiques de ce dernier,.
La température de Curie des nanoparticules est aussi affectée par la structure du réseau cristallin. Par exemple, les réseaux cubique centré (CC), cubique à faces centrées (CFC) et hexagonal ont tous des températures de Curie différentes en raison des interactions différentes entre moments magnétiques voisins. Les réseaux CFC et hexagonal ont des structures plus compactes que le réseau CC et donc des températures de Curie plus importantes car l'effet d'interaction entre les moments magnétiques est plus important dans les structures plus compactes. C’est ce qu’on appelle l’indice de coordination, qui correspond au nombre d’atomes voisins les plus proches dans une structure cristalline. Dans les structures compactes, l’indice de coordination pour la surface est plus important, ce qui augmente l'interaction entre les moments magnétiques du matériau. Même si les fluctuations des particules peuvent être extrêmement faibles, elles sont très dépendantes de la structure cristalline car elles réagissent avec les particules voisines les plus proches. Les fluctuations sont également affectées par les interactions d’échange, les moments magnétiques parallèles étant favorisés et donc moins désordonnés. Une structure cristalline plus compacte induit donc une température de Curie plus importante.

### Pression
La pression change la température de Curie d’un matériau. L’augmentation de la pression sur le réseau cristallin fait décroître le volume du système. La pression affecte directement l’énergie cinétique des électrons, car l’augmentation de leurs déplacements perturbe l’ordre des moments magnétiques.
La pression affecte la densité d’états électroniques. Une densité d’états qui baisse cause la chute du nombre d’électrons libres dans le système. Ceci conduit à la baisse du nombre de moments magnétiques, car ils dépendent des spins électroniques. On pourrait donc penser qu’à cause de cela la température de Curie baisse, mais elle augmente. Ceci est le résultat des interactions d’échange, qui  favorisent l’alignement parallèle des moments magnétiques. Ce phénomène est d’autant plus accentué que le volume du réseau cristallin décroît. Ceci montre que la température de Curie baisse avec l’augmentation de la pression.
On constate aussi que la concentration des particules affecte la température de Curie quand on applique une pression sur le matériau. Cela peut conduire à une baisse de la température de Curie quand la concentration est supérieure à un certain pourcentage.

### Orbitales atomiques
La forme des orbitales atomiques change également la température de Curie d’un matériau. Elle peut être contrôlée par l’application d’une déformation. Avoir le contrôle sur la probabilité de présence des électrons permet d’altérer la température de Curie. Par exemple, les électrons libres peuvent être déplacés dans le même plan cristallin par application d’une déformation sur le réseau.
On remarque alors que la température de Curie augmente de manière importante, les électrons étant compactés ensemble dans le même plan cristallin. Ils sont forcés de s’aligner à cause des interactions d’échange et la force des moments magnétiques augmente donc.

## Profondeur du point de Curie dans la Terre
La Terre est composée de matériaux dont certains ont des propriétés ferromagnétiques à sa surface. Il existe une profondeur à partir de laquelle ces matériaux perdent leur caractère ferromagnétique et deviennent paramagnétiques. Parmi les matériaux qui constituent la Terre, les matériaux potentiellement ferromagnétiques sont le fer-nickel du noyau et divers oxydes des roches de la croûte et du manteau, dont le principal, quantitativement, est la magnétite Fe3O4. La température moyenne du noyau externe étant d'environ 4 000 °C, le fer le composant à 85 % est dans une phase paramagnétique. Il en est de même pour le nickel qui compose 5 % du noyau terrestre. Le noyau interne est à une température encore plus importante (6 000 °C). Il reste la magnétite, présente dans le manteau, qui subit un changement de phase à une profondeur spécifique.
À l'intérieur de la Terre, le point de Curie est atteint à relativement faible profondeur, dans la croûte ou dans les zones les plus superficielles du manteau supérieur. Dans la péninsule Ibérique et ses marges, par exemple, la profondeur du point de Curie (CPD, pour Curie-point depth) varie entre 17 et 29 km. Cette profondeur, assimilable à l'isotherme 580 °C, peut être calculée à partir de mesures géomagnétiques (c'est le plancher des anomalies magnétiques, que l'on peut reconstituer en 3D à partir des mesures du champ géomagnétique).

## Température de Curie dans les matériaux ferroélectriques
Par analogie avec les matériaux ferromagnétiques et paramagnétiques, le terme température de Curie est aussi utilisé pour désigner la température à laquelle un matériau ferroélectrique devient paraélectrique.
{\displaystyle T_{\text{C}}} est la température à laquelle les matériaux ferroélectriques perdent leur polarisation spontanée en subissant un changement de phase de premier ou second ordre, c’est-à-dire que la structure interne ou la symétrie interne du matériau change,.
| En dessous de {\displaystyle T_{\text{C}}} |   | Au-dessus de {\displaystyle T_{\text{C}}} |
| ------------------------------------------ | - | ----------------------------------------- |
| Ferroélectrique                            | ↔ | Diélectrique (paraélectrique)             |

Les matériaux ferroélectriques sont tous pyroélectriques et possèdent donc une polarisation électrique spontanée du fait de leur structure cristalline.
La polarisation des matériaux ferroélectriques est sujette à un cycle d'hystérésis (Figure 1). Lorsqu’un un champ électrique est appliqué, la proportion de domaines ferroélectriques orientés dans le même sens que le champ extérieur grandit, entrainant l'augmentation de la polarisation. Lorsque le champ est retiré, la polarisation subsiste. Le cycle d’hystérésis dépend de la température : lorsque celle-ci atteint {\displaystyle T_{\text{C}}}, le cycle laisse place à une courbe représentant la polarisation diélectrique (Figure 2).

## Applications
La transition ferromagnétique-paramagnétique induite par la température est utilisée dans le domaine du stockage magnéto-optique, pour la suppression et l’écriture de données, par exemple dans le format MiniDisc de Sony ou le format CD-MO. D’autres utilisations incluent notamment le contrôle de température dans les fers à souder, les cuiseurs de riz et la stabilisation du champ magnétique des compte-tours face aux variations de température.